# Помулев, Андрей Михайлович

## Биография
Родился в Ленинграде в 1978 году.
Учился в Аничковом лицее в дизайн-классе Сергея Таланкина, выпуск 1995 года. С 1996 по 2000 год — ассистент и соавтор Владислава Мамышева-Монро. Сотрудничал с «Новой Академией Изящных Искусств». В 1999 году начал кураторскую работу под руководством Николая Палажченко и Марата Гельмана, работал на фестивалях искусств: «Неофициальная Москва», «Культурные Герои XXI века» и «Неофициальная Столица». Междисциплинарный художник, практикует: графику и живопись, коллаж, фото. Занимается альфрейной росписью интерьеров. Ведёт несколько блогов в интернете. Лауреат «Тимуровской» премии за воспитание молодёжи (1999). Входит в Экспертный совет Фонда Владислава Мамышева-Монро. Член Санкт-Петербургского Творческого Союза Художников (IFA)

## Проект " На площадках" 2022.
"Посвященный воспоминаниям о прекрасном советском детстве он полностью состоит из минималистичных заснеженных пейзажей с запрокинутой линией горизонта.
Практически в каждом из них разворачивается типичная дворовая сцена с детской игрой: цветастые карапузы решают кому лететь на ракете, кто первый стартует на санках с горки. Но некоторые из пейзажей и вовсе лишены жизни — лишь обдуваемые свистящим ветром стоят на них знакомые с детства горки, качели или турники, сообщающие пейзажу технократичекую строгость".
«Вспоминается мне, из давно минувшего, полное погружение в детские дела, когда происходит абсолютное отрешение от окружающего мира. Своего рода кокон, где кроме тебя, друзей, игрушек, песочницы или горки не существует ничего более.
Здесь я как раз пытаюсь передать это состояние-настроение. Снег, небо и крашенные в кричащие цвета железные снаряды для активного отдыха и развития единомышленников: ничто тебя не отвлекает, ни рёв машин, ни родительский зов на обед, ни даже желание пипи.»
Андрей Помулев

## Проект "В парках" 2021.
"В течение последних нескольких лет Андрей Помулев работает над серией «В парках». Его картины – своеобразные попурри из образов, типичных для европейского парка XVIII века: стройные боскеты и лужайки, аккуратные конусы кустов, меж которыми возвышаются вазоны и статуи богов, давно утративших свою узнаваемость. Художник сводит эти фигуры к статичным силуэтам, графически отточенным, обозначенным локальным пятном. Строгая и ясная, манера Помулева стремится к стильности, броскости плаката, марки, открытки, оставляя себе характерную, почти осязаемую фактуру, словно призывающую прикоснуться к тонко очерченным силуэтам.
Минимум средств сочетается с ясностью образов. Картина становится чем-то вроде нежного воспоминания о блеске классического парка, к которому последние полтора столетия художники обращаются как к символу меланхолии, месту, наполненному не реальными уже формами, а их тенями и отражениями. Помулев изображает не аллеи, статуи и созвездия, а их узнаваемый образ, сведённый до эмблемы. Стилистика его картин, кажется, противоречит своей нарочито высокой образности. Однако, может, именно в подобном, несколько ироничном ключе становится возможным обращение к покинутым местам и предметам, которые для нас кажутся чем-то несомненно более далёким, чем космос, служащий фоном для статуй.
Может, рациональность, создавшая ухоженный парк, и стала тем качеством, которое позволило приблизить к нам космос? Сделать его таким же простым и покорным, как мрамор и кроны, аккуратно встроенные под кобальтом и ультрамарином ночи?"
Николай Палажченко
"Эффект узнавания возникает уже от названия серии "В парках", похоже, что мы имеем дело с очередным исследовательским, инвентаризационным начинанием Помулева.
Как и в своей предыдущей серии "В снегах" где автор собирал знаковые элементы техногенной культуры и мира животных в минималистичные северные пейзажи, в новой серии Помулев переходит к переосмыслению изящного наследия садово-парковой культуры. Конечно для него эта рамка - только инструмент, прицел, видоискатель в котором глаз художника распознаёт искомые архетипы.
В своём живописном методе он действует как скульптор, - отсекая всё лишнее, отбрасывая шелуху от ключевых для него объектов. Как коллажист, по завещанному Тимуром Новиковым принципу перекомпозиции, он составляет из этих объектов минималистичные, романтические, точные и возвышенные сюжеты наполненные особым чувством прекрасного и вызывающие у зрителя ощущение причастности к глобальному историческому контексту.
Иконки статуй и космических кораблей оставленные наедине в пустынном ночном пространстве ведут свой напряжённый диалог окружённые строгим геометричным ландшафтом регулярного парка.
Выделяя из обыденности именно эти атрибуты "цивилизации достижений" прошлого и настоящего, Помулев как истинный патриот планеты и мира, не стесняясь высокопарности, старается отбросив всё незначительное напомнить о великом и прекрасном".
Николай Евдокимов

## Проект "Insecta" 2019
"Энтомология и некромантия, инсектофобия и танатофобия, конструктор и перекомпозиция, анатомия и сюрреализм, вот то, чем пользуется Андрей Помулев в своём проекте INSECTA. Сразу не бросающиеся в глаза детали, оказываются костями, из известного атласа Енё Барчаи «Анатомия для художников» (1953 г.). Одновременно простые и навороченные, в основном хищные насекомые, предельно выразительны и графичны, не смущают фотошопные приёмы и инструменты. В работах нет ничего милого, даже бабочки лишены своей лёгкости и ажурной прелести, здесь всё строго. Глубокий ультрамариновый фон - уже фирменный цвет автора, говорит о космическом бесконечном. Помулев, как древний алхимик, создаёт из костного кальция, внутреннего скелета позвоночных, внешний хитиновый скелет насекомых. Учёные говорят, что наша планета, на самом деле, царство насекомых и многих мы уже или ещё не знаем. Их подавляющее большинство, и на какой-нибудь далёкой небесной тверди, наверняка живёт разумная цивилизация богомолов и жуков".
Андрей Романов

## Проект "В снегах" 2015
"Молодые с удивлением отмечают в нём отсутствие снобизма. Ветераны ленинградской арт-сцены ценят, как младшего брата. Помулев возник в девяностые годы в зоне действия Тимуровской энергетики, но в отличие от безымянных тусовщиков, канувших в Лету, пронёс свет Строгости и Красоты в новый век. Андрей Помулев не только фотограф и подмастерье Мамышева-Монро, но и настоящий соавтор его фирменных «расцарапок» (проект «Русские вопросы»). Помулев усвоил и знаковую систему Тимура Новикова. Искусствоведы найдут в этих картинах их явную принадлежность поздней ленинградской школе. Медитировать в обстановке Апокалипсиса способен автор именно с такой предысторией. Простые и элегантные силуэты ракетно-космической техники на фоне Полярной ночи, как будто призваны смирить пыл иных контемпорари-артистов, которым не свойственна политическая чистоплотность. В этих белых снегах царит здравый смысл, поругаемый в больших городах. Сам Космос, как последняя правда опускается на Землю. Одинокий герой, как и положено художнику, шлёт нам сигнал - чёрточки и кружочки, синий и белый, инь и ян - порядок возможен не только в пустоте. Кажется, лирический герой Помулева не способен на тёплые чувства, но это только на первый взгляд. Одиночество и простор ему необходимы, чтобы воплотить бесконечное чувство Любви, которая, как известно, одна на всех".
Алексей Ловцов

## Персональные выставки
- 2008 — «Конструктор» — галерея «100своих», Санкт-Петербург.
- 2011 — «Monomouse» — «100своих».
- 2015 — «В снегах»[2] — галерея «Пространство Тайга», Санкт-Петербург.
- 2018 — «PSYCHO» — виртуальная «KZ gallery», Санкт-Петербург.
- 2019 — «INSECTA» — пространство «KOD», Санкт-Петербург.
- 2021 - «Диссоциативное расстройство идентичности», ретроспектива из коллекций - 3120 Gallery. Санкт-Петербург, Россия.
- 2022 - «На площадках» - Nikolay Еvdokimov Gallery. Санкт-Петербург, Россия.
- 2022 - «МОЙ МОНРО или ЦВЕТИК СЕМИЦВЕТИК 2», Nikolay Еvdokimov Gallery и BRO BURO. Дворец Великого князя Михаила Александровича Романова. Санкт-Петербург, Россия.
- 2025 — «Техно & био», Nikolay Evdokimov Gallery, Санкт-Петербург.

## Совместные проекты
- 1997 — Проект «Русские вопросы»[3] — в соавторстве с Владиславом Мамышевым-Монро — Русский музей, отдел новейших течений, Санкт-Петербург.
- 1997 — Комикс «Прощание с Матёрой» — в соавторстве с Владиславом Мамышевым-Монро — Журнал ОМ, Москва.
- 1998 — Проект «Русские вопросы 2» — в соавторстве с Владиславом Мамышевым-Монро — «Галерея Наташи Рухадзе», Москва.
- 2001 — «Молодёжь» — в соавторстве с Олегом Приваловым — галерея «Мастерская 61», Санкт-Петербург.

## Избранные групповые выставки
- 2010 — «Дом роста» — галерея «Кухня», Санкт-Петербург.
- 2011 — «Орбита Гагарина» — галерея «100своих», Санкт-Петербург.
- 2011 — «Дружба» — «100своих».
- 2012 — «БлюДо и после» — Петропавловская крепость, Санкт-Петербург.
- 2013 — «Кресты» — Следственный Изолятор «Кресты» и МСИ «Эрарта», Санкт-Петербург.
- 2013 — «Выставка движения Новая Эстетика» — БИКЦ им. Маяковского, Санкт-Петербург.
- 2015 — «Обогащение реальности» — МВЗ «Галерея А3», Москва.
- 2015 — «Строгость и красота» — «UVG Art Gallery», Будапешт, Венгрия.
- 2015 — «ЗООАРТ» — Выставка анималистического искусства — Государственный музей городской скульптуры, Санкт-Петербург.
- 2015 — «Русский Реализм XXI века» — Государственный центральный музей современной истории России, Москва.
- 2015 — «Новая Академия. Абсолютная красота. Постскриптум»[4] — «UVG Art Gallery», Будапешт, Венгрия.
- 2015 — «Общая история» — «UVG Art Gallery», Екатеринбург.
- 2016 — "Обогащение реальности[5]. — Культурно-выставочный центр имени Тенишевых, Смоленск.
- 2016 — «Космос. Реконструкция мифа» — ФГБУ «Центральный музей связи имени А. С. Попова», Санкт-Петербург.
- 2016 — «Актуальная Россия: среда обитания» — Государственный центральный музей современной истории России, Москва.
- 2016 — «Под Музой» — Музей Новой Академии Изящных Искусств, Санкт-Петербург.
- 2016 — «Актуальная Россия. Перезагрузка» — Государственный центральный музей современной истории России, Москва.
- 2017 — «НекроРомантика» — галерея «Свиное рыло», Санкт-Петербург.
- 2017 — «ЭкоАрт» — Новый выставочный зал, Государственный музей городской скульптуры, Санкт-Петербург.
- 2017 — «Победа солнца над чёрным квадратом» — «Dом Культуры на Фонтанке», Санкт-Петербург.
- 2017 — «Желание Вечности» — «UVG Art Gallery», Екатеринбург.
- 2017 — «New Collection» работы из частных коллекций — «ДК Громов», Санкт-Петербург.
- 2017 — «Дворцовый переворот» — «Юсупов Place», Санкт-Петербург.
- 2018 — «Спорт есть молодость» — Музей Эрарта, Санкт-Петербург.
- 2018 — Проект «Холстограм» — «…», Вена, Австрия.
- 2018 — «Дуализм» — Санкт-Петербургский Творческий союз художников (IFA), Санкт-Петербург.
- 2019 — «Шапка» — Дом-музей Ф. И. Шаляпина, Санкт-Петербург.
- 2019 — Фестиваль «Пора в Космос», выставка «Совершение будущего» — ДК ВДНХ, Москва.
- 2019 — «Праздник мухомора» — Музей современного искусства им. Дягилева, Санкт-Петербург.
- 2019 — «Крысиная выставка» — галерея «Свиное рыло», Санкт-Петербург.
- 2019 — «Морфология волшебных сказок» — Arts Square Gallery, Санкт-Петербург.
- 2019 — «Работа года 2019» — IFA.
- 2020 — «Пингвинариум» — IFA.
- 2020 — «12042020 День Космонавтики», виртуальная 3D выставка.
- 2020 — «А портрет повесим здесь!» — галерея «Здесь на Таганке», Москва.
- 2020 - Галерея «Здесь на Таганке», «КРЮКРИНОКСЫ» Москва, Россия.
- 2020 - «По ту сторону предмета», - Санкт-Петербургский Творческий Союз Художников (IFA), Санкт-Петербург, Россия.
- 2020 - «Работы года 2020», - Санкт-Петербургский Творческий Союз Художников (IFA), Санкт-Петербург, Россия.
- 2021 - «Смотрящий за Землянами», - галерея «Здесь на Таганке», Москва, Россия.
- 2021 - «Метапауза», - Работы из коллекции ДК Громов, Санкт-Петербург, Россия.
- 2021 - Копии работ современных художников на щитах 3х3 м, Парк Зарядье, Северный тоннель, Москва, Россия.
- 2021 - «Просто Космос», - Санкт-Петербургский Творческий Союз Художников (IFA), Санкт-Петербург, Россия.
- 2021 - «Цветик Семицветик. Наш неповторимый Владик Монро», - галерея «Здесь на Таганке», Москва, Россия.
- 2021 - «Звездопад», - галерея «Здесь на Таганке», Москва, Россия.
- 2021 - «Работы года 2021», - Санкт-Петербургский Творческий Союз Художников (IFA), Санкт-Петербург, Россия.
- 2022 - Фестиваль искусств Жёлтый 2, - МОД, Санкт-Петербург, Россия.2022 - Фестиваль искусств Жёлтый 2, - МОД, Санкт-Петербург, Россия.
- 2022 - 3120 Gallery, "Один год". Санкт-Петербург, Россия.
- 2022 - GALLERY-POP-UP-K-BRO-BURO, Дворец Великого князя Михаила Александровича Романова. Санкт-Петербург, Россия.
- 2022 - «Искусство как неизбежность», - «UVG Art Gallery», Екатеринбург, Россия.
- 2022 - «Работы года 2022», - Санкт-Петербургский Творческий Союз Художников (IFA), Санкт-Петербург, Россия.
- 2022 - «Два ноль два три», - Arts Square Gallery, Санкт-Петербург, Россия.
- 2023 - «TO BE A PLANT», - Urban Fringe, Нью-Дели, Индия.
- 2023 - «Ассасин», - галерея «Rose», Санкт-Петербург, Россия.
- 2023 - «Юбилей группы «Новые художники», Музей современного искусства им. Дягилева, Санкт-Петербург, Россия.2025 — «Что за ЦИ? Что за РК??», куратор Андрей Бартенев, Kupol Gallery, Cube Moscow.
- 2024 — «Ленинградский Ноль», кураторы Андрей Бартенев и Андрей Хлобыстин, пространство «Ларец», Суздаль
- 2024 — Port Art Fair: Все цветы", куратор Анна Заведий, Севкабель Порт, Санкт-Петербург
- 2024 — «Сотворение Мифа», кураторы Дмитрий Гайков, Наталья Гудович, Фонд культуры Екатерина, Москва.
- 2024 — «Где? На Луне!», куратор Андрей Бартенев, пространство «Ларец», Суздаль

- 2025 — «Что за ЦИ? Что за РК??», куратор Андрей Бартенев, Kupol Gallery, Cube Moscow

## Куратор. Избранные проекты
- 1999 — Проект «Дом», фестиваль «Неофициальная Москва», совместно с Маратом Гельманом и Николаем Полажченко. Общежитее ФГБОУ ВО «Литературный институт имени А. М. Горького», Москва.
- 2000 — Проект «Дом», фестиваль «Неофициальная Столица», совместно с Маратом Гельманом и Николаем Полажченко. Жилая шестнадцати комнатная коммунальная квартира, на Васильевском острове, Санкт-Петербург.
- 2020 — «12042020 День Космонавтики», виртуальная 3D выставка.
- 2020 - «АРТВЕСНА2020NOFUN», галерея «Здесь на Таганке», Москва, Россия.

## Аукционы и ярмарки
- 2020 - VLADEY всё по 100 на карантине, торги Х.
- 2020 - VLADEY всё по 100, Субботние торги 11 Июля.
- 2020 - VLADEY всё по 100, Субботние торги 18 Июля.
- 2020 - VLADEY всё по 100, Субботние торги 19 Сентября.
- 2020 - VLADEY всё по 100, Субботние торги 10 Октября.
- 2020 - VLADEY Предновогодний, 12 Декабря.
- 2021 - VLADEY всё по 100, 29 Июня.
- 2021 - COSMOSCOW 2021, стенд NIKOLAY EVDOKIMOV GALLERY
- 2021 - VLADEY всё по 100, 30 Октября.
- 2022 - VLADEY всё по 100, 29 Января.
- 2022 - VLADEY, кураторский ПИТЕР, 19 Февраля.
- 2022 - VLADEY Предновогодний, 10 Декабря.
- 2023 - VLADEY всё по 100, 28 Января.
- 2023 - VLADEY, кураторский, ПИТЕР, 18 Марта.
- 2023 - Port Art Fair, стенд Nikolay Evdokimov Gallery, Севкабель Порт, Санкт-Петербург.
- 2024 - VLADEY, кураторский, ЧК, 23 Сентября.
- 2024 — VLADEY, кураторский, ЧК, 23 Марта. 2024 — VLADEY, кураторский, ЧК, 30 Марта.